# 亚历山大·列别德
亞歷山大·伊萬諾維奇·列別德（俄语：Александр Иванович Лебедь；1950年4月20日—2002年4月28日）是俄罗斯軍人、政治人物。
列別德曾参加苏联入侵阿富汗战争，1988年至1991年为第106近卫空降师师长，参与结束德涅斯特河沿岸战争并指挥近卫第14集团军占领当地。1995年辞职參選1996年俄羅斯總統選舉，在6月16日首輪投票得票居第三位，得票率為14.7%。首輪投票過後，總統葉利欽於6月18日委任列別德出任俄羅斯聯邦安全會議秘書長。同年，列別德與車臣叛軍首領阿斯兰·马斯哈多夫進行談判，雙方達成協議，俄軍撤出車臣，第一次車臣戰爭結束。1996年10月17日，葉利欽解除列別德的聯邦安全會議秘書長職務。
1998年，列別德當選克拉斯諾亞爾斯克邊疆區行政長官。2002年4月28日，列別德乘坐直升機前往出席活動時，直升機在大霧中撞上輸電線後在阿巴坎附近墜毀，列別德與其他7人遇難身亡。列別德的遺體葬於莫斯科的新圣女公墓。
先后担任第106近卫空降师师长，空降军副司令员，近卫第14集团军司令员。
列別德有兩子一女。